# ドラド (SS-526)
ドラド (USS Dorado, SS-526) は、アメリカ海軍の潜水艦。テンチ級潜水艦の一隻。艦名はハワイでマヒマヒとして知られるシイラ（英名Dolphinfish）のスペイン語名（語源は「金」で、シイラの体色を表す）に因む。その名を持つ艦としては2隻目。

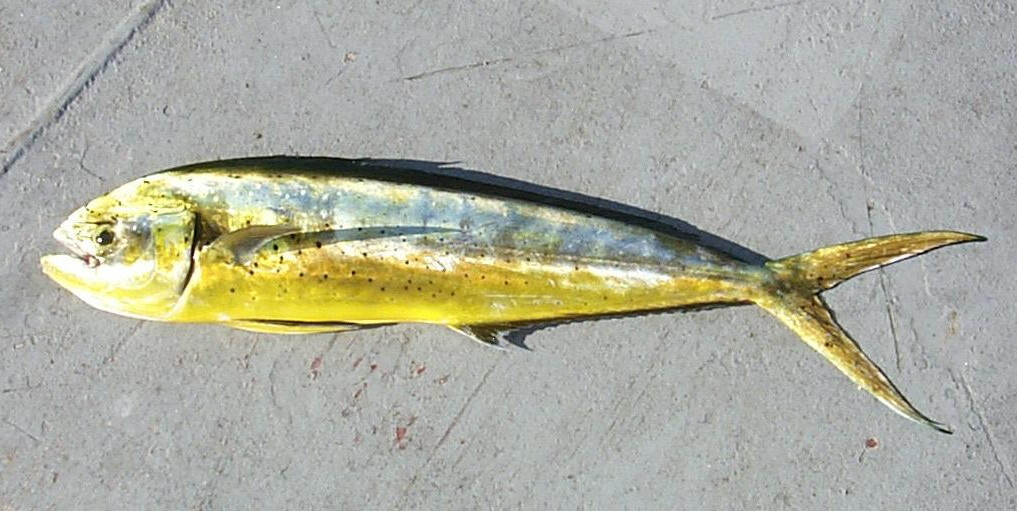
シイラ（Dorado）

ドラドの起工はしたものの、その建造契約は1944年7月29日に取り消された。 
- この記事はアメリカ合衆国政府の著作物であるDictionary of American Naval Fighting Shipsに由来する文章を含んでいます。